# Szvjatoszlav Teofilovics Richter
Szvjatoszlav Teofilovics Richter (oroszul: Святослав Теофилович Рихтер; Zsitomir, Ukrajna, 1915. március 20. – Moszkva, 1997. augusztus 1.) szovjet zongoraművész, a 20. század egyik legnagyobb zongoristája. Művészetét mélyen átélt bemutatói, virtuóz játéktechnikája és hatalmas repertoárja teszik felejthetetlenné.

## Családja
Richter édesapja – Teofil Danyilovics Richter (1872–1941) – maga is zenész család sarja, tehetséges német származású zongoraművész, orgonista és zeneszerző. Édesanyja – Anna Pavlovna Moszkaljova (1892–1963) – nemesi, földbirtokos családból származott, a húsz évvel idősebb Teofil Richter volt a zongoratanára. Apja a bécsi konzervatóriumban szerzett diplomát, majd az odesszai konzervatórium tanára és a helyi német közösség templomának orgonistája lett. Később testvérét, Rudolfot 1938-ban a sztálini terror idején – mint a nép ellenségét – kivégezték. Teofilt, Richter apját 1941-ben hasonló váddal Odesszában hetvenévesen lőtték agyon. Mindezt a második világháború alatt már Moszkvában élő Richter csak évek múlva tudta meg. Anyja és szeretője, egyben férje besúgója, Szergej Kondratyjev a visszavonuló németekkel emigráltak, és Schwäbisch Gmündben telepedtek le.

## Ifjúsága
Az orosz polgárháború idején a család széthullott, apja Odesszában kórházba került tífusszal, hozzá utazó anyja a kisfiút nagynénjénél, Tamara Pavlovna Moszkaljovánál hagyja Zsitomirban: festő és könyvillusztrátorként a festészetet szerettette meg vele. A család a forradalmi zűrzavar után 1922-ben került össze Odesszában. A gyerek zárkózott volt (egész életében az is maradt), sokat rajzolt, és szívesen játszott szerepjátékokat, szüleivel állandó látogatója volt a város zenei előadásainak.
Hétévesen kezdett zongorázni, zongoratanár apja megpróbálta módszeresen tanítani. Fia azonban nem volt hajlandó zongoratechnikát tanulni. Inkább zenét olvasott, lapról játszott, autodidakta volt. Előadás-darabokon ismerte meg a hangszert, ezért is alakulhatott ki páratlan zenei memóriája és kottaolvasási, blattolási képessége. És talán innen ered a kották tartalmának korlátlan tisztelete, a művészetére végig jellemző pontos játék. Játékát segítette ideális alkata: robusztus testű, keskeny kézzel, hatalmasra nyúlt hüvelykujjal. Nyolcévesen kezdett zongoradarabokat, tizenkét évesen operát komponálni, ekkor már Kondratyjevtől (aki zenész volt, apja kollégája a helyi konzervatóriumban) zeneszerzést is tanult.
Wagner-rajongó apjától ismerte meg először operáit, kilencévesen már a teljes Ring-tetralógia zongoraátiratát játszotta, operapartitúrákat gyűjtött, tizenkét évesen már száznál többet birtokolt. 1930 nyarától a tengerészklubban zongorakísérő volt, a következő években zenélt cirkuszban, revüben, gyárakban, kolhozokban és öregotthonokban. Soha nem próbált fellépése előtt, ahogy a mozikban némafilmek kísérőzenészeként is mindig improvizált. Odesszában szólistaként is többször játszott műsorokban, elsősorban operaátiratokat (Wagner és Verdi mellett Borogyin, Muszorgszkij, Csajkovszkij zenéjét). Tizennyolc évesen korrepetitori állást kapott a híres Odesszai Opera (az épület a bécsi közel pontos mása) balettkaránál. 1934. március 19-én adta első és egyetlen önálló hangversenyét Odesszában, Chopin-darabokkal.
1937-től a moszkvai Konzervatórium növendéke lett, ahol a híres tanár, Heinrich Neuhaus tanítványa volt 1946-ig. A felvételi próbajáték után Neuhaus kijelentette: „Íme az a tanítvány, akire egész életemben vártam. Szerintem ő egy zseni.” Tanára elérte, hogy más tantárgyat nem kellett tanulnia, és vizsgák helyett koncerteket adhatott. Kilenc évig volt a konzervatórium növendéke, mert Neuhaust öt évre Szverdlovszkba száműzték, Richter pedig kivárta visszatérését.
A konzervatóriumban kötött életre szóló barátságot Anatolij Vegyernyikovval, akivel a Szovjetunióban többször lépett fel együtt, és akit a legjobb zongoristának tartott. A konzervatóriumban ismerte meg Msztyiszlav Rosztropovicsot, akit élete végéig tisztelt és magánál is jelentősebb művésznek tartott. Itt lett barátja Rosztropovics, akivel később számtalan közös fellépésük volt.

## Művészete
Moszkvában sikeresen kezdett. Szergej Prokofjev 1940 májusában maga mutatta be 6. zongoraszonátáját, amit a rádió is közvetített, de a szerző elégedetlen volt saját előadásával. Neuhaus közvetítésével Richtert kérte fel, aki novemberben egy koncert részeként a szerző és a közönség szerint ragyogóan játszotta el a nehéz darabot. Egy életre barátok lettek, Richter gyakran játszotta műveit még akkor is, amikor Sztálin kultúrdiktátora, Zsdanov 1948-ban megtiltotta Prokofjev (és Dmitrij Sosztakovics) darabjainak előadását. De a kilenc Prokofjev-szonátából csak hat volt a repertoárján. Az elsőt nem tartotta remekműnek, a hatodikat szerinte nem lehet jobban eljátszani, mint ahogy Emil Gilelsz, és ahogy az ötödiket Anatolij Vegyernyikov játssza.
Első önálló moszkvai fellépésén 1940 decemberében, a konzervatórium nagytermében Csajkovszkij 1. zongoraversenyével lépett fel, amit néhány hét múlva a nagy siker miatt megismételt. A háború kitörése után kitelepítették Moszkvából a konzervatórium tanárait és hallgatóit, Richter azonban a fővárosban maradt, légoltalmi őrként és idegenvezetőként. Gyakran – akár hónapokra – vidéki turnéra, vagy a frontra utazott koncertezni, sokszor – így az ostromlott Leningrádban is – télikabátban játszott. Apja kivégzéséről nem tudott, de észrevette, hogy követik, megfigyelik, több vidéki városban német neve miatt is konfliktusa támadt a hatóságokkal.
1943-ban ismerkedett meg Nyina Lvovna Dorliakkal, a francia–német származású énekesnővel, akivel közös koncertet adtak 1945-ben, és abban az évben összeköltöztek. Később is gyakran léptek fel együtt, de Dorliak 1961-től nem énekelt, és társa marad 55 évig, bár hivatalosan soha nem vette feleségül. Bizonyítottnak tartják Richter vonzódását a férfiakhoz, a társnője művésztárs, barát, és a gondoskodó, ügyeit intéző „menedzsere” volt inkább. És feltehetően álca, mivel akkor a Szovjetunióban súlyosan büntették nemcsak a politikai, hanem a szexuális másságot is.
Barátjától, Kirill Kondrasintól dirigálást is tanul. Miután egy karrierjére veszélyes ujjsérülést szenvedett egy vidéki vasútállomáson, ahol egy kötekedő részeget fékezett meg, a kényszerpihenő alatt, 1952. február 18-án életében először állt zenekar élén. Az akkor 24 éves barátja, Rosztropovics volt a szólista, s a koncertet elragadtatással hallgató Prokofjev is jelen volt. Ám később soha nem vezényelt. Szoros, de barátinak nem nevezhető kapcsolata volt Sosztakoviccsal (akit Prokofjev a mi kis Mahlerünknek nevezett), sokat játszotta műveit. A két különc becsülte, de nem kedvelte egymást.
Richter igyekezett politikailag közömbös maradni, hogy ne tiltsák el a pódiumtól, bár 1953-ban Sztálin temetésén David Ojsztrahhal a tiltólistán lévő Prokofjev 1. hegedűszonátáját játszották, akinek halála egybeesett a Vezérével. Ennek ellenére csak 1950-ben utazhatott először külföldi turnéra, Prágába, majd a kelet-európai országokban lépett fel. 1954-ben koncertezett először Magyarországon, egy hónapot töltött itt, 1958-ban azután kétszer újra Budapestre jött, februárban és októberben. Magyarországra gyakran visszatért, Budapesten kívül vidéki városokban is koncertezett a hetvenes évekig. Ekkor ismerte meg a fiatal Kocsis Zoltánt, akit később is támogatott, nagy tehetségnek tartotta. Hangversenyt adott Lengyelországban, Bulgáriában, Romániában, Kínában két alkalommal lépett fel.
Hruscsov alatt enyhülés következett be a szovjet külpolitikában, aminek első jele a kulturális csereegyezmény volt. Ennek keretében 1958 májusában Moszkvába érkezett a Philadelphiai Zenekar, élén a világhírű vezető karmesterrel, Ormándy Jenővel. Egyik koncertjükön fellépett Richter is, és Ormándy – akit lenyűgözött a játéka – kérte a szovjet kultuszminisztert: engedélyezzék Richtert nyugatra utazni, hogy játéka élőben is hallható legyen (sokan ismerték már lemezről). Egy hónap múlva Leopold Stokowski Moszkvában szovjet zenekart vezényelt, ugyanezt kérte a szovjet vezetéstől.
Szovjet részről az állami zenei ügynökség, a Goszkoncert engedélyezte és szervezte a művészek külföldi fellépéseit. Az Amerikai Egyesült Államokba először Emil Gilelsz, majd David Ojsztrah, Rosztropovics, Leonyid Kogan utazhatott, de Richtert ekkor még nem engedték. A Csajkovszkij-versenyen jelen volt Paul Moor, a Time magazin zenekritikusa, aki a szovjet zenészeket szerepeltető amerikai impresszárió, Sol Hurok megbízásából több szovjet kulturális vezetőtől kérte Richter kiutazásának engedélyezését. Valamennyi illetékes azt válaszolta, hogy a művész beteg, kockázatos lenne a hosszú utazás. Eközben a versenyen részt vevő fiatal kínai hegedűs lelkendezve mesélt Richter akkori kínai útjáról. Richter első nyugati útjára – Finnországba – 1960 májusában utazhatott, és októberben az USA-ba indult kéthónapos turnéra Le Havre kikötőjéből, a Queen Mary luxushajón, két titkosszolga kíséretében.
Október 15-én Chicagóban lépett fel először, elmondása szerint előtte napokig nem evett, annyira zavarta, hogy szabadon választhatja meg, milyen zongorán akar játszani. A koncertet országos sorozat követte (Philadelphia, Washington, Boston, Detroit), és a turné végén, már hatalmas érdeklődéssel várták New Yorkba. A Carnegie Hallban (amelyet 1891-ben Csajkovszkij fellépésével avattak fel) hat koncertet adott. Az elsőn Beethoven Appassionatájával nyitott, a zenekart Leonard Bernstein vezényelte szokásos táncoló stílusában, amit Richter úgy jellemzett, hogy „a koncert felét a levegőben töltötte”. A feszült szólista pedig túl gyorsan játszott, és néhányszor mellé is ütött.
Az amerikai turnét követő években bejárta Európát, néhány ország több városában is fellépett, többször visszatért. A hatvanas években Olaszországban tartózkodott a legtöbbet, hónapokat töltött ott, minden jelentősebb városban hangversenyezett. 1964-ben Kanadában, a következő évben újra az USA nagyvárosaiban turnézott. Harmadik amerikai körútjára 1970-ben került sor, és miközben Ojsztrahhal a Carnegie Hallban játszott, a pódiumra felugrott egy fiatalember, és azt kiabálta, hogy a Szovjetunió nem jobb a náci Németországnál. Talán ez is szerepet játszott abban, hogy a konfliktuskerülő zenész nem fogadott el több meghívást Amerikába.
Gyakran lépett fel Ojsztrahhal, sőt Richter-koncertet Ojsztrah karmesterként is vezényelt. Előfordult, hogy közös koncertjeiken a darab egy része alatt hangszert cseréltek, hiszen Ojsztrah zongorán, Richter hegedűn is játszott. Barátságuk jele volt, hogy Sosztakovics szonátát írt a két művésznek.
1963-ban koncertezett a tours-i operában, és talált rá a tizenöt kilométerre lévő, 1220 körül épült hatalmas magtárból és istállókból álló épületegyüttesre (Grange de Meslay). Egy év múlva, június 24-én a francia és külföldi szponzorok adományából, és Richter fellépti díjaiból rendbehozott épületben megnyílt az Fêtes Musicals en Touraine, ahol Richter negyedszázadon át minden évben fellépett vele Ojsztrah, Elisabeth Schwarzkopf, Pierre Boulez, Jessye Norman és a kor számos híres művésze. 1971-ben Kocsis Zoltán is.
1964-ben lépett fel először Benjamin Britten évi nyári fesztiválján az angol halászfaluban, Aldeburgh-ban, Rosztropoviccsal. A következő évben is visszatért, jelen volt Kodály Zoltán is. Ekkor ismerte meg Dietrich Fischer-Dieskaut, akivel később számtalan közös fellépése volt. A két művészt összekötötte, hogy mindketten hobbifestők is voltak. Négykezest játszott Brittennel, amit több közös koncert követett, barátként egy évtizedig Richter minden évben szakított időt Britten nyári fesztiváljára.
Utolsó évtizedeiben kedvenc úticélja Japán lett, ahol 1970-től hat hosszú turnén szerepelt. 1969-től játszott Yamaha márkájú zongorán, amelyet annyira megkedvelt, hogy a gyár hangszerei és technikusa minden külföldi útjára elkísérték. Hálából több ingyenkoncertet adott a zongoragyár dolgozóinak. Tehetségesen tanulta a nyelvet, és járta be Japán nevezetes helyeit. Talán a legmaradandóbb kultusza Japánban tapasztalható, diszkográfiájában fellelhetők olyan hang- és filmfelvételek, amelyeket japán kutatók szovjet, majd orosz archívumokban találtak, és csak japán kiadásban ismertek. Az NSZK-ban 1971-ben lépett fel első ízben.
1986-ban, hetvenegy évesen, két hónap alatt 20 hangversenyt adott olasz körútján, befejezésül további hatot (tíz nap alatt) Mantovában, majd Dániában, útba ejtve Bécset. Mindezt kocsival. Az év második felében különleges útra vállalkozott. Hosszú szibériai autóutat tett, majd Habarovszkból Japánban hajózott, és az ottani koncertjei után autóval utazott vissza Moszkváig. E különös szibériai koncertturné során a térképen alig található kis településeken (Velíkije Luki, Naumovo, Orehovo-Zujevo stb.) adott – fillérekért – koncerteket. Ez az év kimerítette, a következő évben kevesebbet vállalt, 1989-ben szívműtéten esett át (coronaria bypass műtét), ezt követően fellépései ritkultak. Koncertjeit egyre gyakrabban elhunyt barátai emlékére adta, Marlene Dietrich emlékének szentelte a berlini temetése napján (1992. május 6.) Münchenben adott koncertjét.
1995 elején európai turnéra indult: Spanyolország, Portugália, Ausztria, Németország, ahol több városban is fellépett. Egy esés után térdműtét, majd szemműtét várt rá. Márciusában Bécsben (a Konzerthausban, és másnap a helyi Yamaha-központ dolgozóinak) játszott, majd a szokásos Rolandseck jótékonysági koncerten és Brémában lépett föl. Március 30-án Lübeckben zártkörű koncertet adott zenésznövendékeknek. Senki nem sejttette, hogy ez az utolsó nyilvános szereplése. Bár ősszel még többszöri halasztás után egyhónapos japán turnéra indult, nem volt ereje játszani, és fellépés nélkül visszafordult. Ekkor lemondta minden tervezett koncertjét.
Repertoárjában kiemelt helyet foglaltak el Beethoven és Prokofjev, valamint Schumann, Schubert, Liszt, Bach, Debussy és Ravel művei.
Ötvenöt év alatt több mint négyezer koncertet adott, melyekről naplójában listát vezetett. Különc volt, öntörvényű, remeteéletet élt. Telefon helyett táviratot használt, a koncertek végén az újságírók és az autogramvadászok elől megszökött, díjakat pódiumon nem vett át. Gyakran mondott le koncerteket, néha maga ellenőrizte (vízmértékkel) a zongora beállítását, máskor váratlan helyeken, rossz hangszeren ingyenes előadást adott. 1992-ben alapítványt hozott létre (Richter Foundation) fiatal zeneművészek támogatására. Fellépésein évtizedekig kis műanyag rózsaszín homár, később gyapjú bárányfigura volt kabalaként a zsebében. 1983-ban mumpszfertőzést kapott, zenei hallása fél hanggal feljebb csúszott, és fényérzékeny lett, majdnem sötét termekben lépett fel. Rengeteget olvasott, elsősorban orosz és francia klasszikusokat, és imádta a filmeket, de televíziót nem engedett a szobájába, mert „árt az egészségnek”. Nyakában egy Szergej Rahmanyinov özvegyétől kapott görög, később egy kopt keresztet hordott.
1996 nagy részét Franciaországban töltötte, ősszel Bruno Monsaingeon antibes-i villájában, aki 1997 első három hónapjában itt készített el egy többórás interjúszerű dokumentumfilmet Richterrel.
Visszatért Moszkvába, ahol 1997. augusztus 1-jén hunyt el. Moszkvai lakásán és személyes tárgyain (köztük Picasso egy képe) kívül vagyon nem maradt utána. Pénze nem volt, külföldi kezeléseit barátai finanszírozták, holott egy évente száznál több koncertet adó világhírű művész évi honoráriuma több millió dollár lehetett. Richter nem tudta, kik kezelik bevételeit, ki fizeti számláit, mennyit kap a fellépésekért. Szokatlan módon halála után a berlini orosz követség házasságlevelet adott ki Nyina Dorliak részére, aminek alapján ő végrendelkezhetett. Halála után (pár hónappal élte túl Richtert) a hagyaték a moszkvai Puskin Múzeum tulajdonába került.

## Felvételei
A stúdiófelvételeket nem kedvelte, legtöbb lemezének anyagát élő koncertfelvételek adják. Első ismert lemezfelvétele 1948-ban készült Nyina Dorliakkal: egy Glinka- és egy Mozart-dalt adtak elő. Első külföldi lemezfelvétele 1954-ben Prágában készült.
Első amerikai turnéján a Carnegie Hallban tartott hat koncert teljes anyagát felvette a CBS lemezcég, azonban Richter nem volt elégedett a felvétellel. Kérésére a CBS leállította a forgalmazást, kisszámú lemez mégis kikerült, ezek ma már kincset érnek (a Doremi, Legendary Records sorozatában megjelent Sviatoslav Richter Archives részeként már CD-n is megjelentette).
Párizsban 1963 áprilisában stúdióban felvette az EMI az éppen influenzás zenésszel Schubert Wanderer-fantáziáját, a próbaanyagot Bécsbe küldték utána. Csak munkatársa hallgatta meg a felvételt, aki elégedetlen volt a minőségével, és ezt elmondta Richternek. Ő felhívta az EMI hanglemezcéget, és közölte velük: három hét múlva visszamegy, és újra fel kívánja venni. A technikusok Londonból újra Párizsba települtek át, és – nem tudva arról, hogy Richter nem is hallotta az általuk kiválónak tartott felvételt – újravették a Richter által ötször eljátszott darabot. A kiválasztott változat az Év Lemeze nagydíjat (Grand Prix du Disque) kapott.
1969-ben Ojsztrahhal és Rosztropoviccsal adták elő a Herbert von Karajan vezényelte Berlini Filharmonikusokkal Beethoven Hármasversenyét. A lemezfelvételt a világhírű közreműködők elfoglaltsága miatt hosszas egyeztetés előzte meg. Richter szerint a felvétel nem volt kiváló. Kezdeményezésére a három szólista újabb hosszú egyeztetés után egy év múlva újrajátssza a darabot, de Kirill Kondrasin vezényletével.
A nyolcvanas évektől stúdiófelvételt nem készített, kizárólag koncertfelvételei jelentek meg. Ritka különlegesség barátja és „tanítványa”, Andreas Lucewicz 1994. június 20-án titokban, rejtett kamerával készült hosszú videófelvétele, amelyen Richter többórás próbáját vette fel párizsi szállásán.

## Magyarul megjelent művei
- Richter. Írások, beszélgetések; szerk. Bruno Monsaingeon, ford. Rácz Judit; Holnap, Bp., 2003
- Egy barátság levelei. Szvjatoszlav Richter és Nyina Dorliak levelei Fejér Pálhoz, 1954–1997; ford., fotóvál., jegyz. Nagy Margit, szerk. Fazekas Gergely; Rózsavölgyi, Bp., 2015